# Cincuenta sombras más oscuras
Cincuenta sombras más oscuras (en inglés: Fifty Shades Darker) es una novela erótica de la autora británica E. L. James que se presentó en el 2012. Narrada en gran medida en Seattle, es la segunda entrega de una trilogía que describe la relación entre una recién graduada de la universidad, Anastasia Steele, y un joven magnate de negocios, Christian Grey. Se destaca por sus escenas explícitamente, con elementos de las prácticas que involucran: disciplina, dominación, masoquismo (BDSM).

## Sinopsis
Una vez que Anastasia Steele deja el departamento de Christian Grey al no poder tolerar sus castigos y pensar que nunca más podrán estar juntos se hunde en una depresión antes de presentarse en el trabajo unos días después. Christian sin embargo, decide que no puede dejarla ir y luego de enviarle unas flores va por ella al trabajo para hablar. Le explica que él está dispuesto a dejar de lado el BDSM con tal de que ella regrese a su lado porque lo que ha sentido por ella no lo había sentido jamás. 
Christian amo del control decide comprar la compañía en la que trabaja Ana creando una discusión entre los dos. Una chica desconocida para Ana con aspecto similar a ella decide presentarse afuera de las oficinas y hace preguntas como: "¿qué tienes tú que no tenga yo?", sin embargo, Ana por no crear conflicto omite contarle esto a Christian. El padre de Christian, el Sr. Grey, organiza una gala benéfica a la que asisten vestidos con máscaras como código de vestimenta y en esta fiesta Ana tiene un altercado con la Sra. Robinson antes de que Christian la defienda. 
El cumpleaños de Christian se acerca y él decide proponerle matrimonio inesperadamente a Ana durante una conversación, ella le pide que lo haga al estilo -flores y corazones- y que además la respuesta se la dará hasta haber tenido una plática con el Dr. Flynn y cuando Christian regrese de un viaje de negocios. En el viaje de negocios, Charlie Tango es manipulado lo que causa que se derribé con Christian y su asistente Andrea en él. Toda la familia Grey espera en el Escala noticias cuando de pronto Christian llega y Ana acepta ser su esposa.
Organizan una fiesta de compromiso para dar el anuncio y en esta fiesta la Sra. Robinson tiene una discusión fuerte con Ana en la cual la madre de Christian escucha todo y se entera de lo que hizo esa mujer con su hijo años atrás y a la vida que lo llevó. Christian aleja de la casa a Ana y la lleva al muelle con la excusa de que tiene que mostrarle algo, pero llegando ahí, el lugar está decorado de ensueño, con flores y corazones y se arrodilla y le pide matrimonio.